# つづらがき
つづらがきは、徳島県板野郡上板町を中心に活動する日本のバンド。漢字では＜九十九柿＞と書く。
琴をフィーチャーしたバンドで、ニューエイジを加味した和風のオリジナルのポップを演奏する。歌詞に阿波弁が使われている曲が多い。

## 来歴
2019年9月、とくしま上板熱中小学校（国の支援を受けた地方創生プロジェクトで、生徒は社会人）に通う「生徒」数名で社会人バンドとして結成。
当初バンドは男性が多く、また上板町の名産に柿と藍があるため、「渋柿隊」（しぶがきたい）や「藍の渋柿隊」などを名乗っていた。同年12月、メンバーチェンジを経て、女性2名、男性1名のメンバーとなる。
2020年6月、バンド名を「つづらがき」＜九十九柿＞に変更する。理由としてFACEBOOKで、「つづらは和服を入れるあの葛籠です。沢山の弦を編んで作ります。私たちの音楽もメンバーの思いや見に来てくださる方の気持ちを編みながらでき上っていく・・・そんな気持ちで演奏して行こうということでつづらがきにな」ったと発表している。
一般社団法人ジャパンブルー上板が主催する阿波ポップス創生事業の参加バンドとして、阿波ポップス参考曲を公開して、2020年8月24日徳島新聞の記事「徳島テーマの歌詞／方言で歌唱。『阿波ポップス』で地域盛り上げよう」で紹介される。
2020年9月ボーカルが脱退しインストゥルメンタル・バンドとなる。2020年10月NAOKOがボーカルとして加入。
2021年4月自主制作のコンピレーションアルバム『阿波ポップスVol.1』に「上板の丘」と「祈り」が収録される。

## メンバー
- NAOKO

ボーカル・作詞・作曲
- 菅井英明

作詞・作曲・DAW・EWI・ギター
- utaSiki

箏・十七絃・作曲